# Relazioni personali di Alessandro Magno

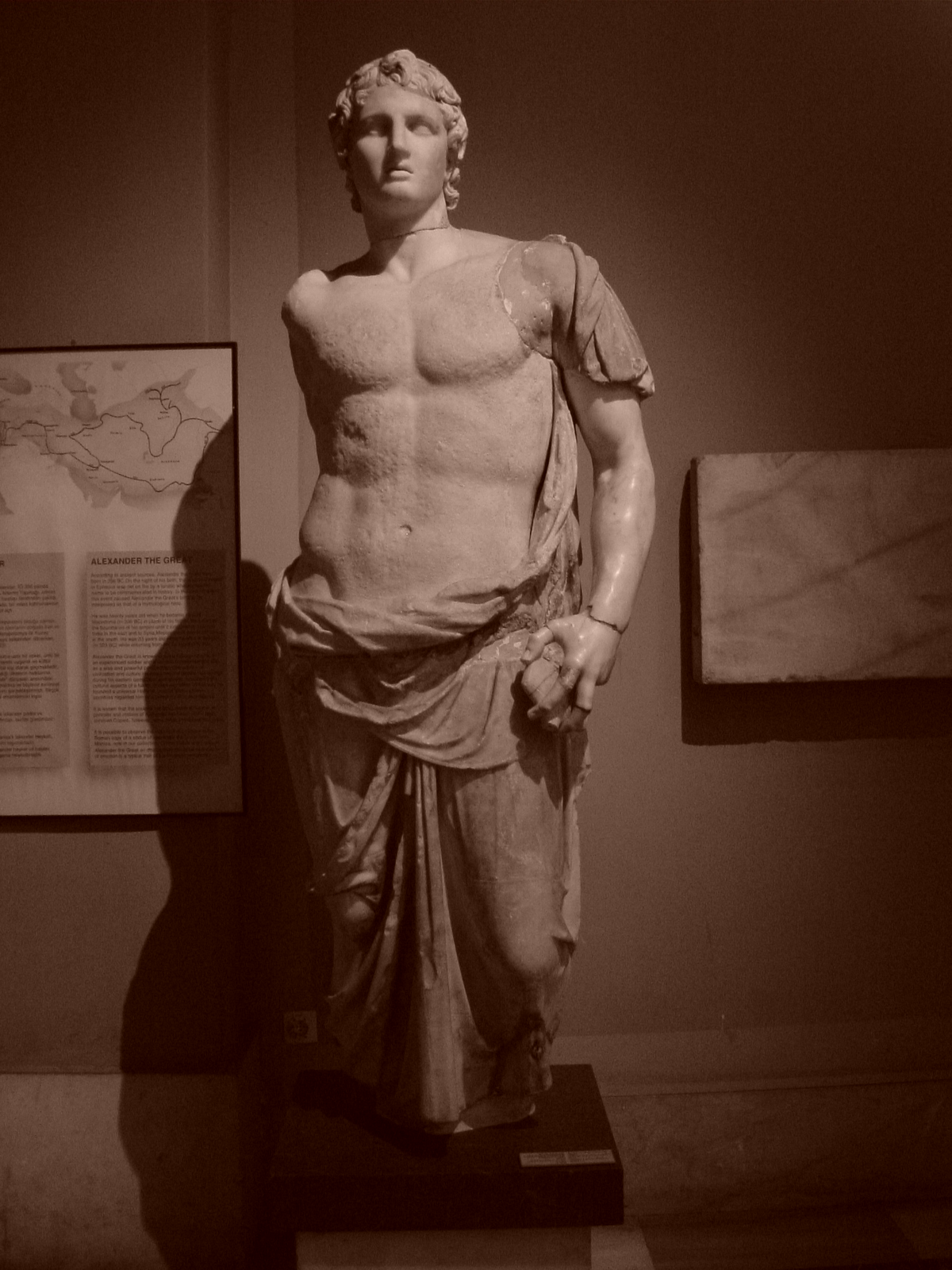
Statua di Alessandro del III secolo a.C. firmata "Menas". Conservata presso il Museo archeologico di Istanbul.

Le relazioni personali di Alessandro Magno includono stretti legami intessuti sia con donne sia con uomini.
Tra le sue relazioni maschili, spicca per intensità quella che intrattenne con Efestione, uno dei più fedeli collaboratori nonché compagno di molte avventure e battaglie nell'esercito macedone; figlio del nobile Amintore, rimase costantemente al suo fianco, soprattutto nella sua qualifica di consigliere sempre molto ascoltato: di certo egli è stato il miglior amico, definito amante da importanti studiosi come Robin Lane Fox, il condottiero abbia avuto. Efestione fu uno dei due Ipparco o luogotenente degli eteri-"compagni del re" (l'altro era Clito il Nero), carica che tenne fino alla morte; tale avvenimento fece sprofondare Alessandro in una profonda prostrazione.
Alessandro ebbe un rapporto assai stretto anche con l'adolescente persiano nonché eunuco Bagoas.
Per quanto riguarda le donne, Alessandro si è sposato almeno tre volte: la prima con la principessa Rossane, figlia del satrapo di Battria Ossiarte; in seguito, prese come legittima moglie la principessa Statira II, figlia del re Dario III di Persia; per ultima ci fu la principessa Parisatide II, figlia di Artaserse III di Persia.
Ha avuto relazioni anche con altre donne, come quella con la principessa Barsine figlia del satrapo Artabazo di Frigia; inoltre, scelse come concubina l'etera Campaspe, suo primo autentico amore femminile e con la schiava Leptine; alcuni di questi nomi non vengono, però, confermati da tutte le fonti.
Alcune fonti riportano la notizia dello scarso interesse che dimostrò nei confronti dell'amore verso le donne, ma probabilmente sono state ispirate dai nemici di Alessandro, visto che ebbe tre mogli e numerose concubine.

## Giudizi delle fonti classiche

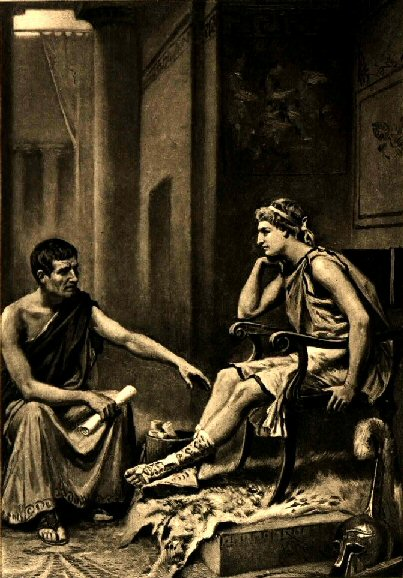
Aristotele come tutore di Alessandro, in un'illustrazione del 1895 di J. L. G. Ferris.

Lungo tutto il corso della propria esistenza Alessandro è stato ammirato per aver sempre trattato con estrema gentilezza gli uomini nei cui confronti avesse provato un sentimento d'amore: Plutarco sostiene che questo avesse un contesto ideale ispirato fortemente all'etica e derivante in gran parte dagli insegnamenti ricevuti per opera del suo mentore, il filosofo Aristotele. Plutarco dà a tal riguardo diversi esempi della personalità del condottiero macedone, improntata ad una rigorosa moralità: il generale Filosseno gli scrisse informandolo che vi era in Ionia un giovane celebre per la sua bellezza e gli propose di inviarglielo; ma il re sdegnosamente rifiutò il subdolo tentativo di adulazione da parte del militare.
Vi è anche un altro episodio simile: sempre Filosseno informò Alessandro che a bordo delle proprie navi si trovava un certo Teodoro, tarantino, il quale portava con sé due bei ragazzi ridotti in schiavitù; essendo essi molto belli ed avendo Teodoro l'intenzione di venderli, Filosseno chiese ad Alessandro se fosse interessato all'acquisto. Tuttavia questo tentativo di servilismo non ebbe i risultati sperati, in quanto finì solo con lo scatenare l'indignazione del re.
Per lo stesso motivo, Alessandro si scagliò irato contro un giovane di nome Agnone, che gli aveva scritto chiedendogli se volesse comprare un ragazzo di nome Cróbulo, famoso nella città di Corinto per la sua avvenenza.
Il suo approccio morale verso i rapporti sessuali pare fosse esteso anche alle relazioni con i prigionieri di guerra, maschi o femmine che fossero. Ad esempio, notando che, tra le donne appena fatte prigioniere dopo una battaglia, alcune erano di una maestosa bellezza, si limitò a dire scherzosamente che le donne persiane provocassero una grande irritazione agli occhi: opponendo alla bellezza di queste donne la sobrietà ed autocontrollo di cui aveva piena padronanza, poteva permettersi di camminare accanto a loro come fossero delle statue prive del tutto di un'anima.
Questi aneddoti potrebbero dimostrare come il pensiero di Alessandro possa derivare dagli insegnamenti del maestro Aristotele nella sua prima gioventù e cioè, che i rapporti basati esclusivamente sulle relazioni carnali, e quindi sul piacere sessuale, fossero di per sé vergognosi e indegni.

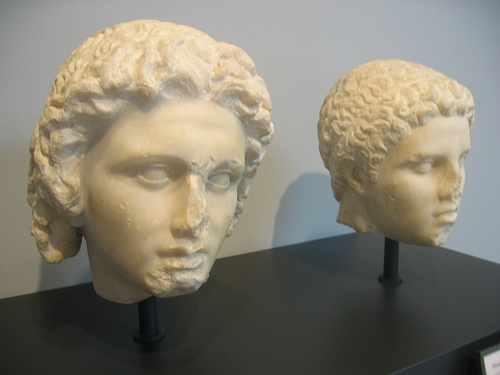
Busti di Alessandro ed Efestione, presso il museo della Villa Getty, a Malibu.

## Relazioni principali
Gli storici contemporanei si ritrovano spesso a speculare sulle varie storie d'amore avute da Alessandro, ma appare quantomai difficoltoso distinguere i fatti reali dalla successiva creazione leggendaria che lo riguarda.
Diodoro Siculo scrive che offrì a tutti i suoi compagni, oltre che alle loro cavalcature, un abbigliamento all'orientale con cappotti viola e che lui stesso si pose sul capo la tiara spettante al grande re dell'impero persiano: poi si mise il diadema persiano e si vestì con la veste bianca e la fascia persiana e tutto il resto, tranne i pantaloni e l'indumento superiore a maniche lunghe. Avrebbe poi aggiunto al proprio seguito un gran quantità di concubine (in numero non inferiore ai giorni dell'anno), seconde a nessun'altra per la loro bellezza in quanto selezionate tra tutte le donne asiatiche, proprio come faceva Dario prima di lui: ogni sera poi dovevano sfilare davanti al letto matrimoniale di modo che il re potesse scegliere quella con cui intendeva passare la notte. Questi costumi orientali non furono mai in ogni caso accentuati eccessivamente; Alessandro mantenne in gran parte le abitudini greche, non volendo offendere i macedoni.
Quinto Curzio Rufo dice che Alessandro disprezzasse a tal punto i piaceri sensuali da mettere in estrema ansia la madre, impaurita dalla possibilità che il figlio non lasciasse una prole legittima. Cercando di incoraggiarlo a relazionarsi con le donne, lo stesso Filippo, quand'era ancora in vita, si attivò con una notevole somma di denaro per fargli incontrare l'esperta prostituta tessala Calissena la quale avrebbe così dovuto iniziarlo alle gioie dell'amore.

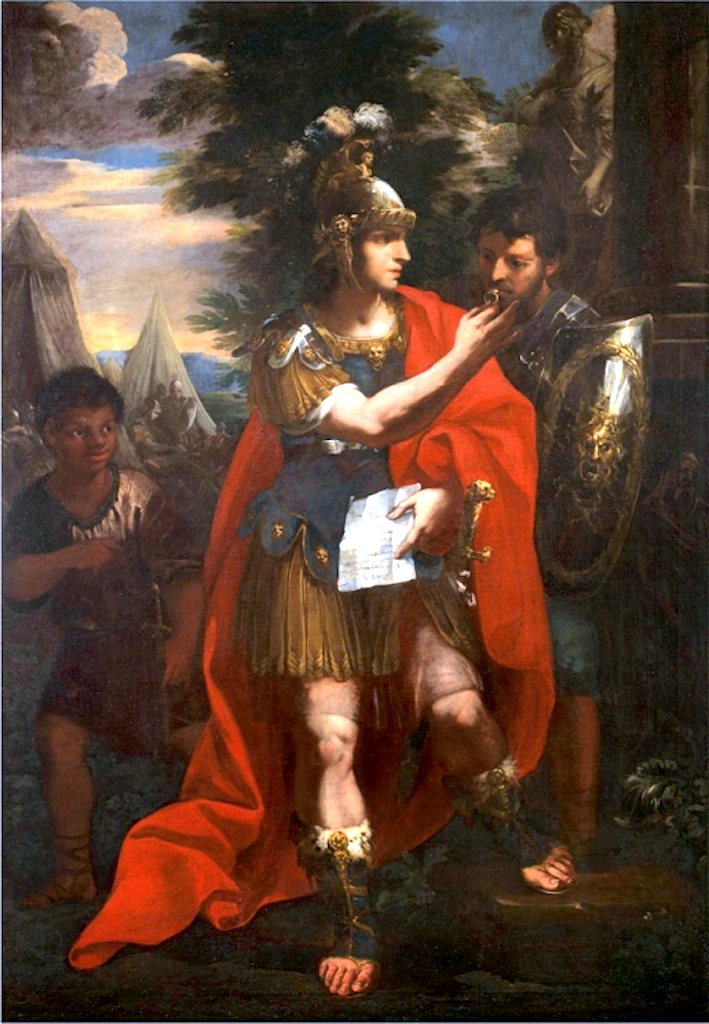
Alessandro ed Efestione (XVII secolo), di Andrea Camassei.

Non vi sono prove che Alessandro abbia mai cercato intimità con donne al di fuori del matrimonio; ha avuto almeno un figlio, Alessandro IV di Macedonia (figlio di Rossane) e si ipotizza che Statira II potesse essere incinta quando morì. Infine potrebbe anche aver avuto un altro figlio, Eracle di Macedonia, dalla sua presunta amante Barsine. Mary Renault però confuta con fermezza una tale ipotesi.

### Efestione
Alessandro ha avuto uno stretto legame emotivo con uno dei suoi compagni eteri, comandante di cavalleria e carissimo amico d'infanzia, Efestione, cresciuto e probabilmente educato assieme ad Alessandro, così come altri figli dell'aristocrazia macedone, sotto la tutela di Aristotele. Il giovane fa la sua comparsa nella storia nel momento in cui Alessandro raggiunge la collina ove sorge Troia; là i due amici fecero sacrifici presso i santuari ove sorgevano le tombe dei due eroi Achille e Patroclo: Alessandro onorò Achille mentre Efestione si rivolse a Patroclo. Claudio Eliano nella sua "Storia varia" (12,7) racconta che Efestione "così fece intendere di essere l'eromenos ("amato") di Alessandro, come Patroclo lo era stato di Achille".
Lo storico Paul Cartledge scrive "che lo stretto rapporto che Alessandro intrattenne con il leggermente più vecchio Efestione sia stato anche del genere che un tempo si definiva 'amore che non osa dire il suo nome."
Dopo la morte di Efestione Alessandro lo pianse molto, rifiutandosi di mangiare per giorni interi.
Alessandro ha fatto inscenare un elaboratissimo funerale per Efestione a Babilonia, inviando una nota al santuario di Amon in terra egizia, quello stesso che aveva in precedenza riconosciuto il condottiero macedone come un "figlio del dio", chiedendo ai suoi di concedere ad Efestione onori da eroe divino. Lo stesso Alessandro morì poco tempo dopo aver ricevuto risposta affermativa alla sua lettera. Mary Renault suggerisce che il suo dolore per la morte dell'amato lo abbia portato a trascurare sempre più la sua salute.

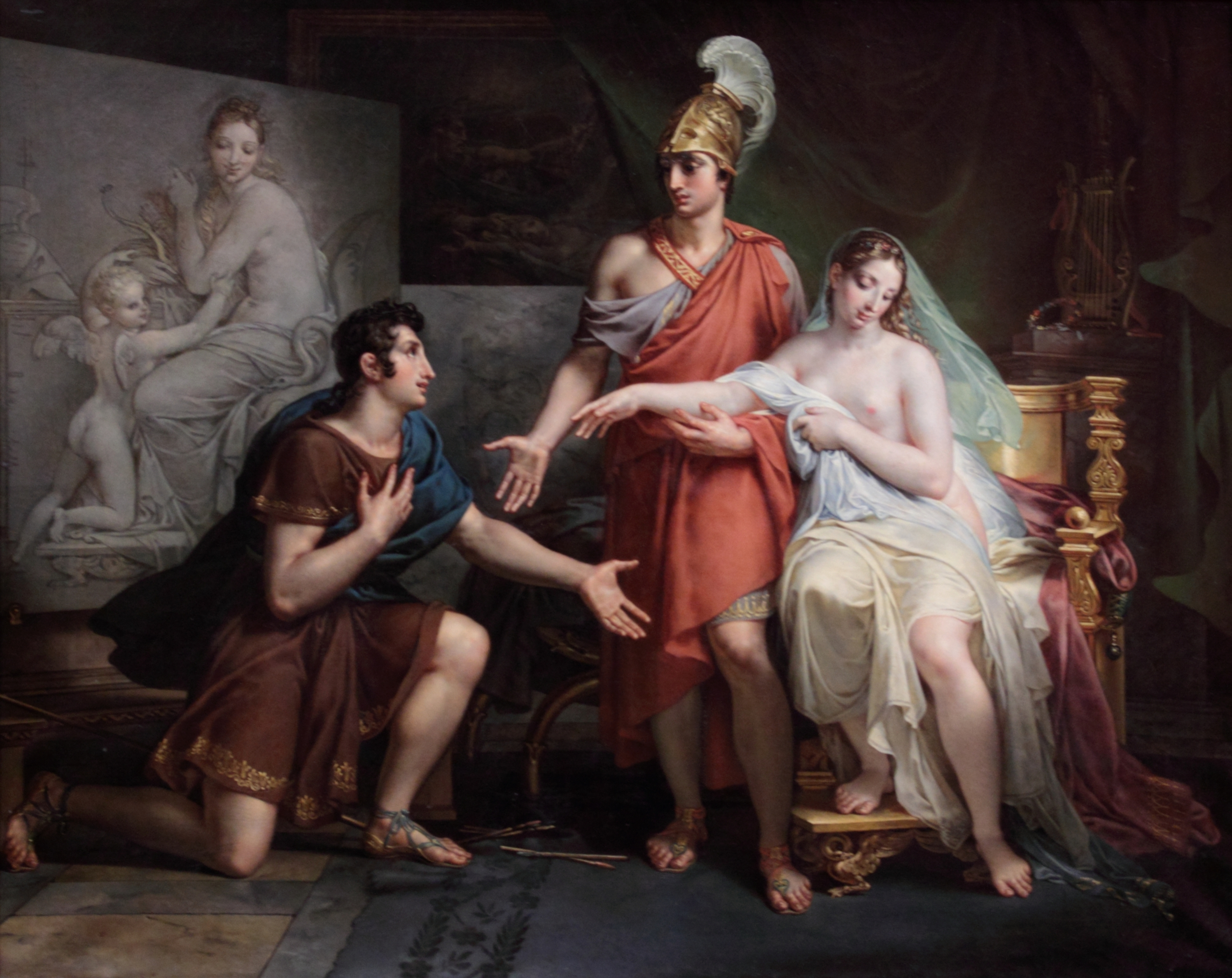
Alessandro cede Campaspe ad Apelle (1822), di Charles Meynier.

### Campaspe
Campaspe, nota anche come Pancaste, potrebbe essere stata l'amante di Alessandro, in tal caso una delle prime donne con cui Alessandro fu in intimità. Si pensa che ella fosse stata una cittadina di primo piano della città di Larissa situata in Tessaglia, mentre Claudio Eliano ha ipotizzato che abbia avviato il giovane Alessandro all'amore verso le donne.
Una tradizione vuole Campaspe ritratta da Apelle, che sembra godesse della fama di essere il più grande dei pittori allora esistenti. A questa narrazione si ricollega un episodio, probabilmente apocrifo, segnalato da Plinio il Vecchio nella sua Historia Naturalis (XXXV, 79-97): vedendo la bellezza sfolgorante della donna nuda ritratta da Apelle, Alessandro interpretò il tutto come un segno che l'artista avesse apprezzato ed amato Campaspe più di quanto avesse mai fatto lui; così tenuto per sé il ritratto, offrì in cambio la donna vera in regalo al pittore. Lo storico moderno Robin Lane Fox riporta: "così Alessandro gli ha dato Campaspe in dono, il dono più generoso che potesse mai fare un qualsiasi mecenate e che sarebbe rimasto come un modello di patrocinio ai pittori attraverso tutto il Rinascimento".
La storia è memorabile, ma potrebbe essere stata facilmente inventata: Campaspe non compare in nessuna delle cinque principali fonti antiche che narrano della vita di Alessandro. Robin Lane Fox ripercorre la leggenda narrata dagli autori romani Plinio il Vecchio, Luciano di Samosata e Claudio Eliano nella sua "Storia varia".
Il nome di Campaspe è diventato poi nel corso dei secoli uno pseudonimo poetico generico per indicare l'amante di un uomo.

### Barsine
Barsine era una nobile persiana, figlia maggiore di Artabazo di Frigia e moglie di Memnone di Rodi. A seguito della morte del marito molti storici antichi hanno scritto di una storia d'amore sbocciata tra lei e il giovane generale macedone. Plutarco racconta: "In ogni caso Alessandro, così sembra, ha ritenuto più degno di un re sottomettere le proprie passioni che conquistare i suoi nemici, tanto che lui non si è mai avvicinato ad una concubina, né è stato associato a qualsiasi altra donna prima del matrimonio, con la sola eccezione di Barsine. Questa, la vedova di Memnone, un comandante mercenario greco, è stata catturata a Damasco. Aveva ricevuto un'educazione greca, era di indole gentile e avrebbe potuto rivendicare discendenza reale, dal momento che il padre era Artabazo il quale aveva sposato una delle figlie dei re persiani. Queste qualità hanno reso Alessandro più disposto nei suoi confronti ed è stato anche incoraggiato in ciò da Parmenione, così Aristobulo ci dice che si è venuto a creare un forte attaccamento nei confronti di una donna di tale bellezza e nobile lignaggio".
Marco Giuniano Giustino scrive: "Mentre poi contemplava la ricchezza delle opere e dei beni di Dario, fu colto da ammirazione di tanta magnificenza. Fu qui quindi che cominciò ad indulgere in banchetti lussuosissimi e pieni di splendore, e che si innamorò inoltre di una prigioniera di nome Barsine, nota per la sua bellezza, da cui ebbe anche un figlio che chiamò Heracles".
La tradizione riportata può anche essere veritiera; se così fosse, però, ne deriverebbero alcuni dubbi: il ragazzo sarebbe stato l'unico figlio di Alessandro nato durante la sua vita (il figlio concepito con Rossane nacque infatti postumo); anche se Alessandro lo avesse ignorato, cosa che sembra altamente improbabile, l'esercito macedone e i suoi successori avrebbero certamente riconosciuto in lui un pretendente alla successione e sarebbe quindi quasi certamente stato coinvolto nelle lotte di potere che seguirono alla morte di Alessandro. In questo senso, si sente parlare per la prima volta del ragazzo solamente dodici anni dopo la morte di Alessandro, quando venne proposto - un po' pretestuosamente - come pretendente al trono da Poliperconte, dopo che invece era stato proposto il fratellastro di Alessandro, Filippo III Arrideo (figlio illegittimo nonché disabile fisico e psichico di Filippo II); un figlio autentico di Alessandro avrebbe avuto certamente più diritto al trono dell'illegittimo fratellastro di quest'ultimo. 
In ogni caso, Eracle ha ricoperto solo un brevissimo ruolo nelle battaglie di successione, per poi scomparire definitivamente nel nulla, assassinato dagli stessi che inizialmente lo avevano appoggiato. Sembra allora più probabile che la storia d'amore con Barsine sia stata appositamente creata dai sostenitori del ragazzo per legittimarne la presunta ascendenza.

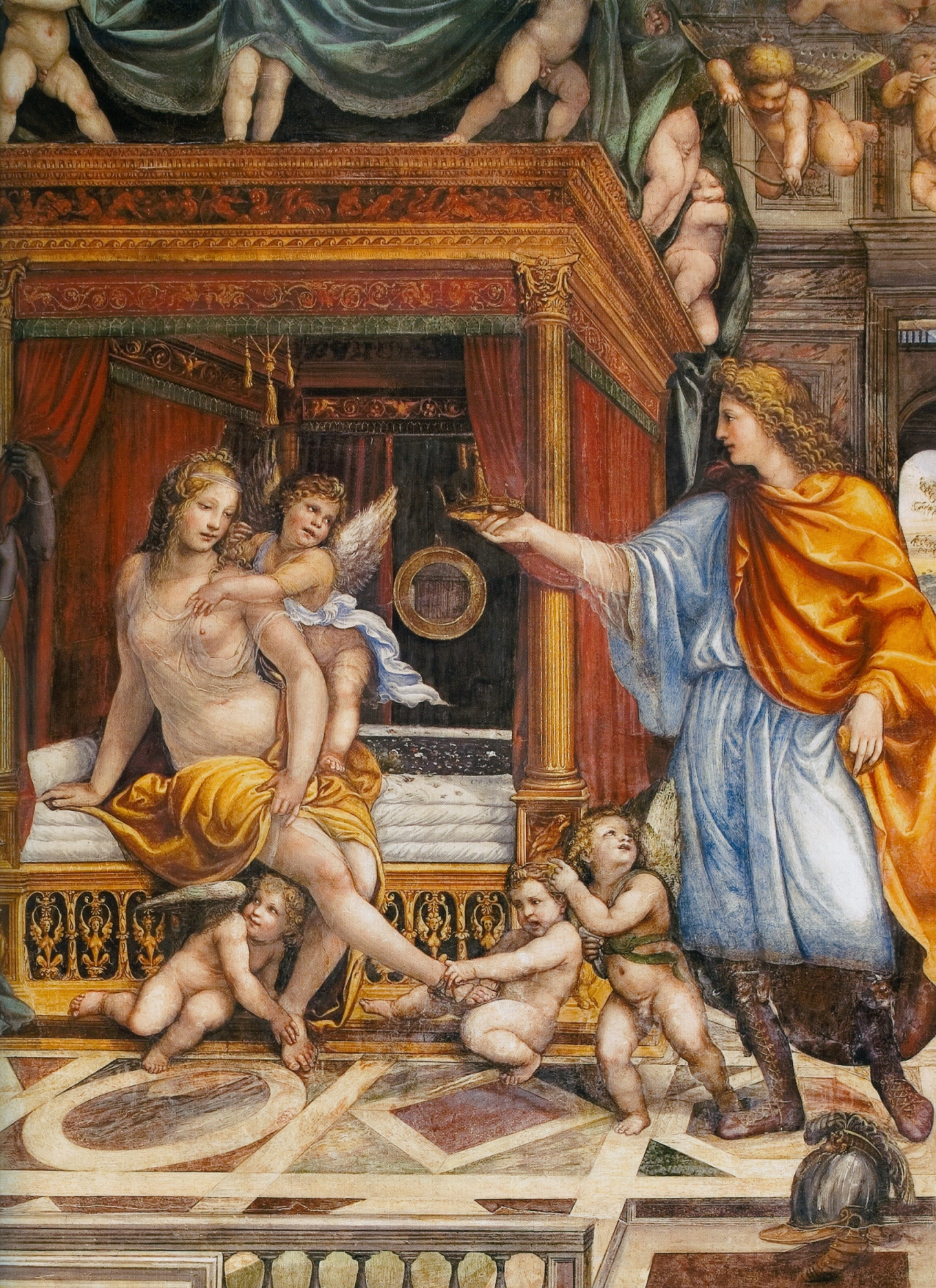
Nozze di Alessandro e Rossane (1519), particolare dell'affresco realizzato da Il Sodoma a Villa Farnesina.

### Rossane
Gli storici antichi, così come quelli moderni, hanno descritto il matrimonio di Alessandro con Rossane. Robin Lane Fox scrive: "Rossane è stata definita dai contemporanei come essere la donna più bella esistente in tutta la terra d'Asia. Il suo nome, derivante probabilmente dal termine afghano Roshanak, che significa "piccola stella" (probabilmente da rokhshana o roshna, "luce e illuminante"), sembra pertanto pienamente meritato. Il matrimonio del re con la figlia di uno dei nobili locali aveva nel contesto di quella situazione un chiaro senso ed intento politico, di pacificazione ed accettazione della sua politica. Ma ciò per i contemporanei implicava anche che Alessandro, allora ventottenne, avesse perduto anche il suo cuore (l'onestà e sincerità). [...] Una sontuosissima festa di nozze per i due è stata organizzata nella cima di una delle rocche di Sogdiana. Alessandro e la sua sposa hanno condiviso un pezzo di pane, una consuetudine ancora osservata in Turkestan; come imponeva l'usanza, Alessandro lo tagliò con la spada". 
Lo storico Ulrich Wilcken riporta questa suggestione: "il premio più bello che cadde dal cielo per lui era Rossane, la figlia di Ossiarte, nel primo fiore della giovinezza e, nel giudizio degli stessi compagni di Alessandro, assieme a Statira I la moglie di Dario, era la donna più bella che avessero mai visto in Asia. Alessandro rimase appassionatamente innamorato di lei e fu determinato a rappresentare il più degnamente possibile la sua posizione di consorte, ereditata dal grande re".
Rossane è ricordata per aver partorito l'erede legittimo di Alessandro, anch'egli chiamato Alessandro (Alessandro IV), che nacque sei mesi dopo la morte del padre. Appena Alessandro morì nel 323 a.C., Rossane, coinvolta nelle lotte di successione al trono macedone, diede ordine di uccidere le altre mogli del marito, volendo in tal maniera consolidare la propria posizione e quella del nascente figlio. Secondo il racconto di Plutarco, la sorella di Statira II, Dripetis, venne assassinata nello stesso tempo; Carney ritiene però che Plutarco si sia sbagliato e che sia stata in realtà Parisatide II a morire con Statira.

### Bagoas
Le fonti antiche riportano la storia di un altro favorito di Alessandro, un maschio adolescente di nome Bagoas. Era un eunuco persiano di "eccezionale bellezza e nel pieno fiore della giovinezza, con il quale Dario era intimo e che in seguito anche Alessandro avrebbe finito con l'essere intimo". Plutarco riporta un episodio (citato pure da Dicearco da Messina) in cui, durante alcune feste sulla via del ritorno dall'India, i suoi uomini con gran clamore chiesero ad Alessandro di baciare il giovane: "una volta era in corso uno spettacolo con alcuni concorsi di canto e danza, essendo il tutto ben riscaldato con il vino; il suo preferito, Bagoas, riuscì a vincere il premio per il canto e la danza [...] infine, durante la rappresentazione teatrale ha preso il suo posto al fianco di Alessandro, alla cui vista i Macedoni cominciarono a battere forte le mani e ad alta voce dissero al re di baciare il vincitore, finché alla fine egli gettò le braccia su di lui e lo baciò teneramente".
Robin Lane Fox sostiene che vi siano prove sia dirette sia indirette che suggeriscono un "elemento sessuale, questa volta di puro desiderio fisico" tra i due, pur commentando che, per quanto riguarda la consumazione di quella passione, "la certezza assoluta non sussiste". In ogni caso, la relazione con Bagoas non fu certo da impedimento ai rapporti di Alessandro con la consorte: sei mesi dopo la morte di Alessandro infatti Rossane diede alla luce il suo figlio ed erede, Alessandro IV.

### Statira

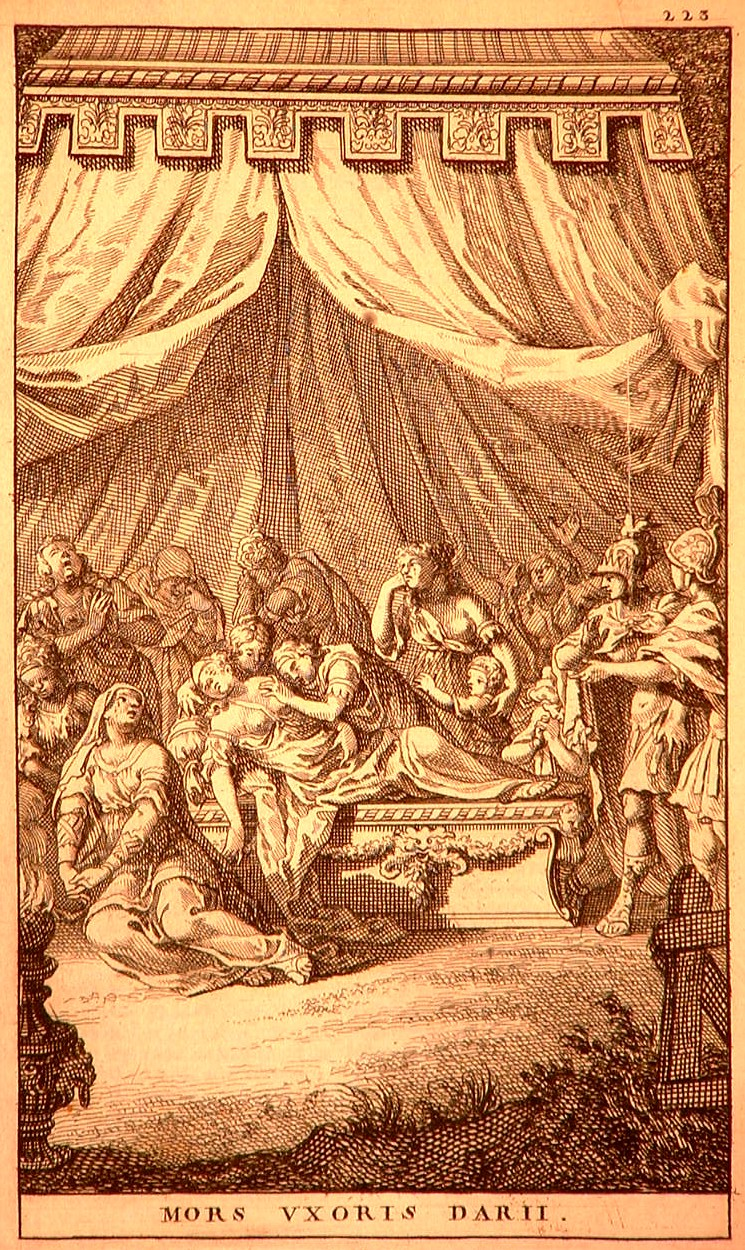
La morte di Statira, in un'illustrazione del 1696.

## Note

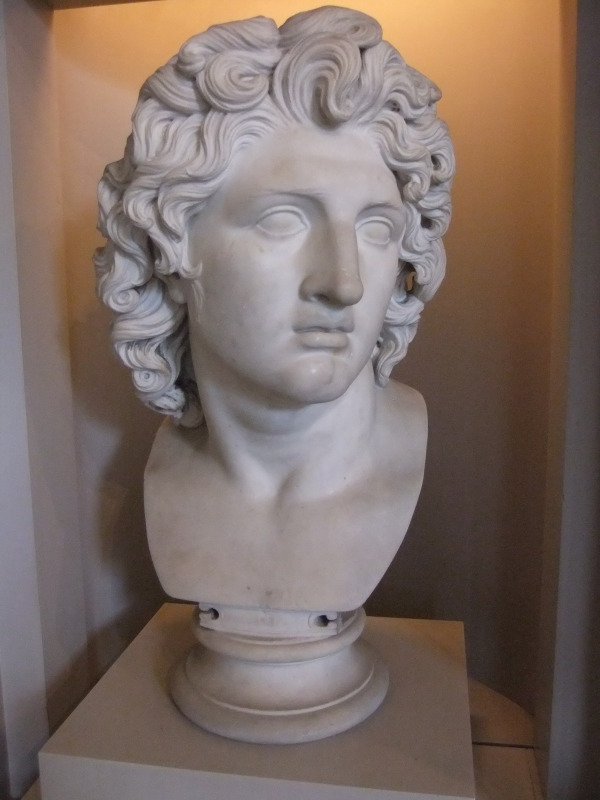
Busto di Alessandro (XVIII secolo), di Carlo Albacini. Copia di un'originale di epoca romana, conservato alla Walker Art Gallery.